# Iulia Managarova
Iulia Managarova (n. 27 septembrie 1988, în Dniepropetrovsk) este o jucătoare ucraineană de handbal care joacă pentru clubul rusesc Rostov-Don și echipa națională a Ucrainei. Managarova evoluează pe postul de extremă dreapta. Pentru sprijinul public al invaziei ruse a Ucrainei, ea a fost inclusă în baza de date Peacemaker ca trădătoare a Patriei .

## Biografie
Prima echipă de senioare a Iuliei Managarova a fost campioana Ucrainei, HC „Sparta” Krivoi Rog. Alături de aceasta, ucraineanca a jucat în sezonul 2010-2011 în Grupa III de calificare pentru faza grupelor Ligii Campionilor, unde a întâlnit formațiile FTC RightPhone Budapest, FCK Håndbold și LC Bruhl Handball. În 2011, handbalista s-a transferat la campioana României și pe atunci vicecampioana Europei, Oltchim Râmnicu Vâlcea. Cu Oltchim, Managarova a jucat două semifinale ale Ligii Campionilor, în 2012 și 2013 și a câștigat de două ori campionatul României. La sfârșitul lui 2013, în urma problemelor financiare ale Oltchim, Iulia Managarova a semnat un contract cu echipa rusească Rostov-Don.
Iulia Managarova a participat alături de naționala țării sale la Campionatul European disputat în luna decembrie 2010, în Danemarca și Norvegia, precum și la Campionatul European din 2012.